# Rafetus euphraticus
Rafetus euphraticus é uma espécie de tartaruga da família Trionychidae.
Pode ser encontrada nos seguintes países: Irão, Iraque, Síria e Turquia.